# Gunnar Decker
Gunnar Decker (Kühlungsborn, 1965) es un escritor alemán.

## Vida
Se crio en Bad Doberan. Estudió filosofía en la Universidad Humboldt de Berlín, donde se doctoró en 1994 con un trabajo sobre Gottfried Arnold. Desde 1995 se desempeña como crítico de cine y de teatro, y desde 1997 como escritor. En el año 2000 publicó un tomo de ensayos junto con su esposa, Kerstin Decker. Ha escrito las biografías de Ernst Jünger, Hermann Hesse, Gottfried Benn y sobre las mujeres de Rilke.
Desde el año 2008 es redactor de la revista Theater der Zeit. En el año 2016 recibió el premio Heinrich Mann.
Reside en Berlín.

## Obra
- 1965 - der kurze Sommer der DDR (2015)
- Hermann Hesse (2012)
- Georg Heym „Ich, ein zerrissenes Meer“ (2011)
- Franz Fühmann (2009)
- Vincent van Gogh (2009)
- Der Zauber des Anfangs (2007)
- Gottfried Benn, Genie und Barbar (2006)
- Rilkes Frauen oder die Erfindung der Liebe (2004)
- Hesse-ABC (2002)
- Gefühlsausbrüche oder Ewig pubertiert der Ostdeutsche. Reportagen, Polemiken, Porträts (2000, junto a Kerstin Decker)
- Kriegerdämmerung (1997)
- Protestantische Mystik in der Unparteiischen Kirchen- und Ketzerhistorie bei Gottfried Arnold (1994)